# Emancipation
Emancipation es el decimonoveno álbum de estudio del músico estadounindese Prince, lanzado el 19 de noviembre de 1996 por NPG Records y EMI Records. El título hace referencia a la ruptura del músico con su anterior disquera, Warner Bros. Records, luego de una década, y con los que había mantenido malas relaciones en el último tiempo. El álbum fue la tercera producción de Prince en 1996 luego de Chaos and Disorder y Girl 6), y consta de tres discos.

## Lista de canciones
Todas escritas por Prince, excepto donde se indica.

### Disco 1
1. "Jam of the Year" – 6:09
2. "Right Back Here in My Arms" – 4:43
3. "Somebody's Somebody" (Prince, Brenda Lee Eager, Hilliard Wilson) – 4:43
4. "Get Yo Groove On" – 6:31
5. "Courtin' Time" – 2:46
6. "Betcha by Golly Wow!" (Thom Bell, Linda Creed) – 3:31
7. "We Gets Up" – 4:18
8. "White Mansion" – 4:47
9. "Damned if I Do" – 5:21
10. "I Can't Make U Love Me" (Mike Rei, Allen Shamblin) – 6:37
11. "Mr. Happy" – 4:46
12. "In This Bed I Scream" – 5:40

### Disco 2
1. "Sex in the Summer" – 5:57
2. "One Kiss at a Time" – 4:41
3. "Soul Sanctuary" (Prince, Sandra St. Victor, Thomas Hammer, Jonathan Kemp) – 4:41
4. "Emale" – 3:38
5. "Curious Child" – 2:57
6. "Dreamin' About U" – 3:52
7. "Joint 2 Joint" – 7:52
8. "The Holy River" – 6:55
9. "Let's Have a Baby" – 4:07
10. "Saviour" – 5:48
11. "The Plan" – 1:47
12. "Friend, Lover, Sister, Mother/Wife" – 7:37

### Disco 3
1. "Slave" – 4:51
2. "New World" – 3:43
3. "The Human Body" – 5:42
4. "Face Down" – 3:17
5. "La, La, La Means I Love U" (Thom Bell, William Hart) – 3:59
6. "Style" – 6:40
7. "Sleep Around" – 7:42
8. "Da, Da, Da" – 5:15
9. "My Computer" – 4:37
10. "One of Us" (Eric Bazilian) – 5:19
11. "The Love We Make" – 4:39
12. "Emancipation" – 4:12